# Сезон «Атлетік» (Більбао) 2012—2013
Сезон «Атлетік» (Більбао) 2012—2013 - 112-й за ліком сезон футбольного клубу Атлетік (Більбао) і його 82-й поспіль сезон у найвищій лізі іспанського футболу.
Окрім Ла-Ліги Атлетік узяв участь у Лізі Європи УЄФА, розпочавши змагання з 3-го кваліфікаційного раунду через поразку в фіналі Кубка Іспанії з футболу 2012 від Барселони, яка вже собі забезпечила участь в європейських змаганнях. Також клуб взяв участь у Копа-дель-Рей, розпочавши з 1/16 фіналу.

## Склад команди
Номери і статистику наведено згідно з офіційним вебсайтом: www.athletic-club.net
Станом на 1 червня 2013
| №  | Поз. | Кра.      | Гравець                  | Ліга    | Ліга | Кубок | Кубок | Європа | Європа | Загалом | Загалом | Дисципліна | Дисципліна | Дисципліна |
| №  | Поз. | Кра.      | Гравець                  | Ігри    | Голи | Ігри  | Голи  | Ігри   | Голи   | Ігри    | Голи    |            |            |            |
| -- | ---- | --------- | ------------------------ | ------- | ---- | ----- | ----- | ------ | ------ | ------- | ------- | ---------- | ---------- | ---------- |
| 1  | ВР   | Іспанія   | Горка Іраїсос            | 35      | 0    | 0     | 0     | 7      | 0      | 42      | 0       | 4          |            |            |
| 2  | НП   | Іспанія   | Гаїска Токеро            | 1 (15)  | 0    | 1     | 0     | 5      | 2      | 7 (15)  | 2       | 1          |            |            |
| 3  | ЗХ   | Іспанія   | Йон Ауртенече            | 24 (3)  | 1    | 2     | 0     | 2      | 0      | 28 (3)  | 1       | 3          |            |            |
| 4  | ЗХ   | Франція   | Емерік Ляпорт            | 14 (1)  | 0    | 0     | 0     | 2      | 0      | 16 (1)  | 0       | 6          | 1          | 1          |
| 5  | ЗХ   | Венесуела | Фернандо Амореб'єта      | 10 (1)  | 0    | 2     | 0     | 4      | 0      | 16 (1)  | 0       | 7          | 1          |            |
| 6  | ЗХ   | Іспанія   | Мікель Сан Хосе          | 23 (11) | 5    | 2     | 0     | 4      | 1      | 29 (11) | 6       | 9          |            |            |
| 8  | ПЗ   | Іспанія   | Андер Ітурраспе          | 27 (3)  | 0    | 1 (1) | 0     | 9      | 0      | 37 (4)  | 0       | 15         | 1          |            |
| 9  | НП   | Іспанія   | Фернандо Льоренте        | 4 (22)  | 4    | 2     | 0     | 2 (6)  | 1      | 8 (28)  | 5       | 2          |            |            |
| 10 | ПЗ   | Іспанія   | Оскар де Маркос          | 36      | 6    | 1 (1) | 0     | 8      | 1      | 45 (1)  | 7       | 15         |            |            |
| 11 | НП   | Іспанія   | Ібаї Гомес               | 17 (18) | 4    | 2     | 0     | 4 (5)  | 1      | 23 (23) | 5       | 2          |            |            |
| 13 | ВР   | Іспанія   | Рауль Фернандес          | 3       | 0    | 2     | 0     | 3      | 0      | 8       | 0       |            |            |            |
| 14 | ПЗ   | Іспанія   | Маркель Сусаета          | 36      | 7    | 1 (1) | 0     | 8      | 4      | 44 (1)  | 12      | 10         | 1          |            |
| 15 | ЗХ   | Іспанія   | Андоні Іраола            | 34 (1)  | 0    | 1     | 0     | 7      | 1      | 42 (1)  | 1       | 5          |            |            |
| 16 | НП   | Іспанія   | Ісма Лопес               | 6 (2)   | 0    | —     | —     | 6 (2)  | 2      | 12 (4)  | 2       |            |            |            |
| 17 | ПЗ   | Іспанія   | Іньїго Перес             | 5       | 0    | —     | —     | 3 (1)  | 1      | 8 (1)   | 1       | 3          |            |            |
| 18 | ПЗ   | Іспанія   | Гурпегі (Капітан)        | 24 (3)  | 1    | —     | —     | 7      | 0      | 31 (3)  | 1       | 14         |            |            |
| 19 | НП   | Іспанія   | Ікер Муньяїн             | 27 (6)  | 1    | 1 (1) | 0     | 6 (2)  | 1      | 34 (9)  | 2       | 11         |            | 1          |
| 20 | НП   | Іспанія   | Аріц Адуріс              | 33 (3)  | 14   | 0 (2) | 1     | 5 (1)  | 3      | 38 (6)  | 18      | 12         | 1          |            |
| 21 | ПЗ   | Іспанія   | Андер Еррера             | 29      | 1    | 2     | 0     | 3 (1)  | 1      | 34 (1)  | 2       | 12         | 1          | 1          |
| 22 | ЗХ   | Іспанія   | Шабі Кастільйо           | 3 (4)   | 0    | 0     | 0     | 5      | 0      | 8 (4)   | 0       | 1          |            |            |
| 23 | ЗХ   | Іспанія   | Борха Екіса              | 23 (1)  | 0    | 1     | 0     | 2 (1)  | 0      | 26 (2)  | 0       | 3          |            |            |
| 26 | ПЗ   | Іспанія   | Ігор Мартінес            | 0 (3)   | 0    | —     | —     | 2 (1)  | 1      | 2 (4)   | 1       | 1          |            |            |
| 27 | ПЗ   | Іспанія   | Іньїго Руїс де Галаррета | 0 (3)   | 0    | —     | —     | 1 (4)  | 0      | 1 (7)   | 0       |            |            |            |
| 28 | ЗХ   | Іспанія   | Хонас Ромальйо           | 4 (2)   | 0    | 1     | 0     | 3 (1)  | 0      | 8 (3)   | 0       |            |            |            |
| 33 | ПЗ   | Іспанія   | Ікер Ундабаррена         | —       | —    | —     | —     | 0 (1)  | 0      | 0 (1)   | 0       |            |            |            |
| 39 | ПЗ   | Іспанія   | Ерік Моран               | 0 (1)   | 0    | —     | —     | 1 (1)  | 0      | 1 (2)   | 0       |            |            |            |
| 40 | ПЗ   | Іспанія   | Альваро Пенья            | —       | —    | —     | —     | 1 (1)  | 0      | 1 (1)   | 0       | 1          |            |            |
| 41 | ПЗ   | Іспанія   | Хонха Відаль             | —       | —    | —     | —     | 0 (1)  | 0      | 0 (1)   | 0       |            |            |            |

## Змагання

### Товариські
Час початку вказано за ЦЄЧ.
      Виграш
      Нічия
      Поразка
| Раунд       | Дата/Час               | Суперники               | Місце                            | Рахунок        | Автори голів                                            | Суддя                               |
| ----------- | ---------------------- | ----------------------- | -------------------------------- | -------------- | ------------------------------------------------------- | ----------------------------------- |
| Товариський | 13 липня 2012 - 20:00  | Ліон                    | Stade des Alpes, Гренобль        | 2–1            | Адуріс 78' (пен.), 88'                                  | Wilfried Bien (Франція)             |
| Товариський | 17 липня 2012 – 21:45  | Раджа (футбольний клуб) | Мохаммед V (стадіон), Касабланка | 1–3            | Токеро 47'                                              | Hicham Tiazi (Марокко)              |
| Товариський | 21 липня 2012 – 14:00  | ПСВ                     | Міський стадіон, Вроцлав         | 0–1            |                                                         | Sebastian Tarnowski (Польща)        |
| Товариський | 22 липня 2012 – 14:00  | Шльонськ (Вроцлав)      | Міський стадіон, Вроцлав         | 1–0            | Сусаета 43'                                             | Marek Opalinski (Польща)            |
| Товариський | 27 липня 2012 – 19:00  | Лілль                   | Stade André Darrigade, Дакс      | 1–3            | Ібаї 67'                                                | Romain Delpech (Франція)            |
| Товариський | 11 серпня 2012 – 19:00 | Sestao River            | Las Llanas, Сестао               | 1–2            | Ібаї 20'                                                | Bikandi Garrido (Країна Басків)     |
| Товариський | 15 серпня 2012 - 19:00 | Баракальдо              | Nuevo Lasesarre, Баракальдо      | 2–1            | Ібаї 22', Адуріс 82'                                    | González Esteban (Країна Басків)    |
| Товариський | 21 серпня 2012 – 19:00 | Amorebieta              | Urritxe, Аморебієта              | 1–3            | Сабін 76'                                               | Рікардо де Бургос (Країна Басків)   |
| Товариський | 7 вересня 2012 - 20:00 | Реал Вальядолід         | Nuevo José Zorrilla, Вальядолід  | 2–2 (3–1 пен.) | Ібаї 35', Токеро 88'                                    | Гонсалес Гонсалес (Кастилія і Леон) |
| Товариський | 7 травня 2013 – 19:00  | Portugalete             | La Florida, Португалете          | 3–1            | Льоренте 3', 76', Ібаї 23'                              | González Esteban (Країна Басків)    |
| Товариський | 22 травня 2013 – 19:00 | Somorrostro             | El Malecon, Мускіс               | 5–1            | Ібаї 11', 17', Сабін 15', Ауртенече 84', Унаї Лопес 87' | Delgado Ferreiro (Країна Басків)    |
| Товариський | 5 червня 2013 – 20:45  | Biscay XI               | Сан-Мамес, Більбао               | 0–1            | Арройо 66'                                              | Delgado Ferreiro (Країна Басків)    |

1. ↑  Centenary of Biscay Football Federation / Farewell to San Mamés[2][3]

### Ла-Ліга

#### Турнірна таблиця
|                          |     | Турнірна таблиця 2012—2013 | О   | І  | В  | Н  | П  | М+  | М- | РМ  |
| ------------------------ | --- | -------------------------- | --- | -- | -- | -- | -- | --- | -- | --- |
| Чемпіон Іспанії          | 1.  | «Барселона»                | 100 | 38 | 32 | 4  | 2  | 115 | 40 | +75 |
| Вийшов до Ліги Чемпіонів | 2.  | «Реал Мадрид»              | 85  | 38 | 26 | 7  | 5  | 103 | 42 | +61 |
| Вийшов до Ліги Чемпіонів | 3.  | «Атлетіко» (Мадрид)        | 76  | 38 | 23 | 7  | 8  | 65  | 31 | +34 |
| Вийшов до Ліги Чемпіонів | 4.  | «Реал Сосьєдад»            | 66  | 38 | 18 | 12 | 8  | 70  | 49 | +21 |
|                          | 5.  | «Валенсія»                 | 65  | 38 | 19 | 8  | 11 | 67  | 54 | +13 |
|                          | 6.  | «Малага»                   | 57  | 38 | 16 | 9  | 13 | 53  | 50 | +3  |
|                          | 7.  | «Реал Бетіс»               | 56  | 38 | 16 | 8  | 14 | 57  | 56 | +1  |
|                          | 8.  | «Райо Вальєкано»           | 53  | 38 | 16 | 5  | 17 | 50  | 66 | -16 |
|                          | 9.  | «Севілья»                  | 50  | 38 | 14 | 8  | 16 | 58  | 54 | +4  |
|                          | 10. | «Хетафе»                   | 47  | 38 | 13 | 8  | 17 | 43  | 57 | -14 |
|                          | 11. | «Леванте»                  | 46  | 38 | 12 | 10 | 16 | 40  | 57 | -17 |
|                          | 12. | «Атлетик» (Більбао)        | 45  | 38 | 12 | 9  | 17 | 44  | 65 | -21 |
|                          | 13. | «Еспаньйол»                | 44  | 38 | 11 | 11 | 16 | 43  | 52 | -9  |
|                          | 14. | «Реал Вальядолід»          | 43  | 38 | 11 | 10 | 17 | 49  | 58 | -9  |
|                          | 15. | «Гранада»                  | 42  | 38 | 11 | 9  | 18 | 37  | 54 | -17 |
|                          | 16. | «Осасуна»                  | 39  | 38 | 10 | 9  | 19 | 33  | 50 | -17 |
|                          | 17. | «Сельта»                   | 37  | 38 | 10 | 7  | 21 | 37  | 52 | -15 |
|                          | 18. | «Мальорка»                 | 36  | 38 | 9  | 9  | 20 | 43  | 72 | -29 |
|                          | 19. | «Депортіво» (Ла-Корунья)   | 35  | 38 | 8  | 11 | 19 | 47  | 70 | -23 |
|                          | 20. | «Сарагоса»                 | 34  | 38 | 9  | 7  | 22 | 37  | 62 | -25 |

#### Матчі
Час початку вказано за ЦЄЧ.
| Раунд | Дата/Час                  | Суперники         | Місце                                  | Рахунок | Автори голів                             | Суддя                                          |
| ----- | ------------------------- | ----------------- | -------------------------------------- | ------- | ---------------------------------------- | ---------------------------------------------- |
| 1     | 19 серпня 2012 – 19:00    | Реал Бетіс        | Сан-Мамес, Більбао                     | 3–5     | Де Маркос 47', Сан Хосе 67', 76'         | Х. А. Тейшейра Вітьєнес (Кантабрія)            |
| 2     | 27 серпня 2012 – 22:00    | Атлетіко (Мадрид) | Вісенте Кальдерон, Мадрид              | 0–4     |                                          | Ф. Тейшейра Вітьєнес (Кантабрія)               |
| 3     | 2 вересня 2012 – 16:00    | Реал Вальядолід   | Сан-Мамес, Більбао                     | 2–0     | Адуріс 69', Сусаета 75'                  | Дель Серро Гранде (Автономна спільнота Мадрид) |
| 4     | 16 вересня 2012 – 12:00   | Еспаньйол         | Корнелья-Ель Прат, Курналя-да-Любрагат | 3–3     | Адуріс 56', 83', Льоренте 71'            | Перес Монтеро (Андалусія)                      |
| 5     | 23 вересня 2012 – 19:50   | Малага            | Сан-Мамес, Більбао                     | 0–0     |                                          | Матео Лаос (Валенсія)                          |
| 6     | 29 вересня 2012 – 20:00   | Реал Сосьєдад     | Аноета, Сан-Себастьян                  | 0–2     |                                          | Клос Гомес (Арагон)                            |
| 7     | 7 жовтня 2012 – 18:00     | Осасуна           | Сан-Мамес, Більбао                     | 1–0     | Адуріс 12'                               | Гонсалес Гонсалес (Кастилія і Леон)            |
| 8     | 21 жовтня 2012 – 20:00    | Валенсія          | Месталья, Валенсія                     | 2–3     | Адуріс 19', 30'                          | Ундіано Мальєнко (Наварра)                     |
| 9     | 28 жовтня 2012 – 17:50    | Хетафе            | Сан-Мамес, Більбао                     | 1–2     | Сан Хосе 90+3'                           | Хіль Мансано (Канарські Острови)               |
| 10    | 4 листопада 2012 – 19:45  | Гранада           | Лос Карменес, Гранада                  | 2–1     | Адуріс 13' (пен.), 27'                   | Муньїс Фернандес (Астурія)                     |
| 11    | 11 листопада 2012 – 16:00 | Севілья           | Сан-Мамес, Більбао                     | 2–1     | Де Маркос 26', Сусаета 45'               | Ернандес Ернандес (Канарські Острови)          |
| 12    | 17 листопада 2012 – 22:00 | Реал Мадрид       | Сантьяго Бернабеу, Мадрид              | 1–5     | Ібаї 42'                                 | Х. А. Тейшейра Вітьєнес (Кантабрія)            |
| 13    | 25 листопада 2012 – 17:00 | Депортіво         | Сан-Мамес, Більбао                     | 1–1     | Де Маркос 24'                            | Альварес Іск'єрдо (Каталонія)                  |
| 14    | 2 грудня 2012 – 20:00     | Барселона         | Камп Ноу, Барселона                    | 1–5     | Ібаї 65'                                 | Матео Лаос (Валенсія)                          |
| 15    | 9 грудня 2012 – 17:00     | Сельта Віго       | Сан-Мамес, Більбао                     | 1–0     | Адуріс 33'                               | Ф. Тейшейра Вітьєнес (Кантабрія)               |
| 16    | 16 грудня 2012 – 18:00    | Мальорка          | Iberostar, Пальма                      | 1–0     | Адуріс 11'                               | Дель Серро Гранде (Автономна спільнота Мадрид) |
| 17    | 22 грудня 2012 – 22:00    | Сарагоса          | Сан-Мамес, Більбао                     | 0–2     |                                          | Матео Лаос (Валенсія)                          |
| 18    | 5 січня 2013 – 16:00      | Леванте           | Сьютат де Валенсія, Валенсія           | 1–3     | Адуріс 6'                                | Парадас Ромеро (Андалусія)                     |
| 19    | 11 січня 2013 – 21:30     | Райо Вальєкано    | Сан-Мамес, Більбао                     | 1–2     | Сан Хосе 76'                             | Перес Монтеро (Андалусія)                      |
| 20    | 21 січня 2013 – 21:30     | Реал Бетіс        | Беніто Вільямарін, Севілья             | 1–1     | Адуріс 41'                               | Айса Гамес (Валенсія)                          |
| 21    | 27 січня 2013 – 21:00     | Атлетіко (Мадрид) | Сан-Мамес, Більбао                     | 3–0     | Сан Хосе 50', Сусаета 77', Де Маркос 84' | Муньїс Фернандес (Астурія)                     |
| 22    | 1 лютого 2013 – 21:30     | Реал Вальядолід   | Nuevo José Zorrilla, Вальядолід        | 2–2     | Де Маркос 22', Сусаета 50'               | Естрада Фернандес (Каталонія)                  |
| 23    | 10 лютого 2013 – 19:00    | Еспаньйол         | Сан-Мамес, Більбао                     | 0–4     |                                          | Веласко Карбальйо (Автономна спільнота Мадрид) |
| 24    | 16 лютого 2013 – 18:00    | Малага            | Ла Росаледа, Малага                    | 0–1     |                                          | Гонсалес Гонсалес (Кастилія і Леон)            |
| 25    | 22 лютого 2013 – 21:30    | Реал Сосьєдад     | Сан-Мамес, Більбао                     | 1–3     | Ібаї 30'                                 | Ундіано Мальєнко (Наварра)                     |
| 26    | 2 березня 2013 – 20:00    | Осасуна           | Естадіо Ель Садар, Памплона            | 1–0     | Сусаета 63'                              | Ф. Тейшейра Вітьєнес (Кантабрія)               |
| 27    | 10 березня 2013 – 12:00   | Валенсія          | Сан-Мамес, Більбао                     | 1–0     | Муньяїн 79'                              | Х. А. Тейшейра Вітьєнес (Кантабрія)            |
| 28    | 16 березня 2013 – 18:00   | Хетафе            | Альфонсо Перес, Хетафе                 | 0–1     |                                          | Іглесіас Вільянуева (Галісія)                  |
| 29    | 1 квітня 2013 – 20:00     | Гранада           | Сан-Мамес, Більбао                     | 1–0     | Адуріс 66'                               | Дель Серро Гранде (Автономна спільнота Мадрид) |
| 30    | 8 квітня 2013 – 22:00     | Севілья           | Рамон Санчес Пісхуан, Севілья          | 1–2     | Гурпегі 55'                              | Матео Лаос (Валенсія)                          |
| 31    | 14 квітня 2013 – 21:00    | Реал Мадрид       | Сан-Мамес, Більбао                     | 0–3     |                                          | Ф. Тейшейра Вітьєнес (Кантабрія)               |
| 32    | 21 квітня 2013 – 17:00    | Депортіво         | Ріасор, Ла-Корунья                     | 1–1     | Льоренте 44'                             | Перес Монтеро (Андалусія)                      |
| 33    | 27 квітня 2013 – 18:00    | Барселона         | Сан-Мамес, Більбао                     | 2–2     | Сусаета 26', Андер Еррера 90'            | Іглесіас Вільянуева (Галісія)                  |
| 34    | 3 травня 2013 – 21:00     | Сельта Віго       | Балаїдос, Віго                         | 1–1     | Де Маркос 43'                            | Веласко Карбальйо (Автономна спільнота Мадрид) |
| 35    | 11 травня 2013 – 16:00    | Мальорка          | Сан-Мамес, Більбао                     | 2–1     | Адуріс 7', Льоренте 78'                  | Ернандес Ернандес (Канарські Острови)          |
| 36    | 19 травня 2013 – 19:00    | Сарагоса          | Ромареда, Сарагоса                     | 2–1     | Льоренте 80', Ібаї 92'                   | Дель Серро Гранде (Автономна спільнота Мадрид) |
| 37    | 26 травня 2013 – 20:00    | Леванте           | Сан-Мамес, Більбао                     | 0–1     |                                          | Х. А. Тейшейра Вітьєнес (Кантабрія)            |
| 38    | 1 червня 2013 – 21:00     | Райо Вальєкано    | Кампо де Вальєкас, Vallecas            | 2–2     | Сусаета 30', Ауртенече 48'               | Муньїс Фернандес (Астурія)                     |

### Копа-дель-Рей
Час початку вказано за ЦЄЧ.
| Раунд                  | Дата/Час                 | Суперники | Місце              | Рахунок         | Автори голів | Суддя                                          |
| ---------------------- | ------------------------ | --------- | ------------------ | --------------- | ------------ | ---------------------------------------------- |
| 1/16 фіналу (1-й матч) | 1 листопада 2012 – 12:00 | Ейбар     | Іпуруа, Ейбар      | 0–0             |              | Парадас Ромеро (Андалусія)                     |
| 1/16 фіналу (2-й матч) | 12 грудня 2012 – 20:00   | Ейбар     | Сан-Мамес, Більбао | 1–1 (1–1a agg.) | Адуріс 88'   | Веласко Карбальйо (Автономна спільнота Мадрид) |

### Ліга Європи УЄФА
Час початку вказано за ЦЄЧ.

#### Кваліфікаційний раунд
| Раунд                                   | Дата/Час               | Суперники     | Місце                       | Рахунок        | Автори голів                                                    | Суддя                      |
| --------------------------------------- | ---------------------- | ------------- | --------------------------- | -------------- | --------------------------------------------------------------- | -------------------------- |
| Третій кваліфікаційний раунд (1-матч)   | 2 серпня 2012 – 21:00  | Славен Белупо | Сан-Мамес, Більбао          | 3–1            | Ісма Лопес 16', 68', Сусаета 20'                                | Сергій Бойко (Україна)     |
| Третій кваліфікаційний раунд (2-й матч) | 9 серпня 2012 – 18:45  | Славен Белупо | Gradski stadion, Копривниця | 1–2 (4–3 agg.) | Муньяїн 47'                                                     | Данні Маккелі (Нідерланди) |
| Раунд стикових матчів (1-й матч)        | 23 серпня 2012 – 21:00 | ГІК Гельсінкі | Сан-Мамес, Більбао          | 6–0            | Адуріс 25', 51', Сусаета 31', 57', Іньїго Перес 42', Іраола 85' | Бюлент Їлдирим (Туреччина) |
| Раунд стикових матчів (2-й матч)        | 30 серпня 2012 – 19:00 | ГІК Гельсінкі | Телья 5G Арена, Гельсінкі   | 3–3 (9–3 agg.) | Сан Хосе 67', Токеро 77', Ігор Мартінес 88'                     | Алан Келлі (Ірландія)      |

#### Груповий турнір
| Команда       | І | П | Н | П | ГЗ | ГП | РМ | О  |
| ------------- | - | - | - | - | -- | -- | -- | -- |
| Олімпік Л.    | 6 | 5 | 1 | 0 | 14 | 8  | +6 | 16 |
| Спарта        | 6 | 2 | 3 | 1 | 9  | 6  | +3 | 9  |
| Атлетік       | 6 | 1 | 2 | 3 | 7  | 9  | −2 | 5  |
| Хапоель К.-Ш. | 6 | 0 | 2 | 4 | 6  | 12 | −6 | 2  |

Час початку вказано за ЦЄЧ.
| Раунд   | Дата/Час                  | Суперники          | Місце                         | Рахунок | Автори голів                        | Суддя                          |
| ------- | ------------------------- | ------------------ | ----------------------------- | ------- | ----------------------------------- | ------------------------------ |
| 1-й тур | 20 вересня 2012 – 21:05   | Іроні Кір'ят-Шмона | Сан-Мамес, Більбао            | 1–1     | Сусаета 40'                         | Саймон Лі Еванс (Уельс)        |
| 2-й тур | 4 жовтня 2012 – 19:00     | Спарта             | Дженералі Арена, Прага        | 1–3     | Де Маркос 73'                       | Жорже Соуза (Португалія)       |
| 3-й тур | 25 жовтня 2012 – 19:00    | Ліон               | Жерлан, Ліон                  | 1–2     | Ібаї 79'                            | Андре Маррінер (Англія)        |
| 4-й тур | 8 листопада 2012 – 21:05  | Ліон               | Сан-Мамес, Більбао            | 2–3     | Андер Еррера 48', Адуріс 55' (пен.) | Пол ван Букел (Нідерланди)     |
| 5-й тур | 29 листопада 2012 – 19:00 | Іроні Кір'ят-Шмона | Kiryat Eliezer Stadium, Хайфа | 2–0     | Льоренте 34', Токеро 76'            | Rene Eisner (Австрія)          |
| 6-й тур | 6 грудня 2012 – 21:05     | Спарта             | Сан-Мамес, Більбао            | 0–0     |                                     | Себастьєн Дельфер'єр (Бельгія) |

## Трансфери

### Прийшли
| Дата         | Поз. | Гравець       | З клубу           | Ціна        |
| ------------ | ---- | ------------- | ----------------- | ----------- |
| 1 липня 2012 | НП   | Аріц Адуріс   | Валенсія          | €2.5M       |
| 1 липня 2012 | ПЗ   | Ісмаель Лопес | Луго              | безкоштовно |
| 1 липня 2012 | ВР   | Яго Еррерін   | Атлетіко Мадрид Б | безкоштовно |

### Пішли
| Дата           | Поз. | Гравець              | До клубу                   | Ціна        |
| -------------- | ---- | -------------------- | -------------------------- | ----------- |
| 2 липня 2012   | НП   | Іньїго Діас де Серіо | Мірандес (футбольний клуб) | безкоштовно |
| 6 липня 2012   | ЗХ   | Койкілі              | Мірандес (футбольний клуб) | безкоштовно |
| 10 липня 2012  | ПЗ   | Ігор Габілондо       | АЕК Ларнака                | безкоштовно |
| 25 липня 2012  | ПЗ   | Пабло Орбаїс         | Рубін (Казань)             | безкоштовно |
| 29 серпня 2012 | ПЗ   | Хаві Мартінес        | Баварія Мюнхен             | €40M        |
| 31 серпня 2012 | ПЗ   | Гальдер Серрахерія   | Реал Ов'єдо                | безкоштовно |
| 31 серпня 2012 | ПЗ   | Давід Лопес          | Брайтон енд Гоув Альбіон   | безкоштовно |
| 31 серпня 2012 | ЗХ   | Устаріц              |                            | звільнений  |
| 29 січня 2013  | ВР   | Айтор Фернандес      | Вільярреал Б               | безкоштовно |

### Пішли в оренду
| Від дати       | До дати        | Поз. | Гравець         | До клубу                    |
| -------------- | -------------- | ---- | --------------- | --------------------------- |
| 1 липня 2012   | 30 червня 2013 | ВР   | Яго Еррерін     | Нумансія (футбольний клуб)  |
| 17 липня 2012  | 30 червня 2013 | ЗХ   | Ібан Субіаурре  | Саламанка (футбольний клуб) |
| 28 серпня 2012 | 30 червня 2013 | НП   | Мікель Орбегосо | Сестао Рівер                |